# Santa Maria del Gesù (Ragusa)
A Santa Maria del Gesù egy templom- és kolostoregyüttes Ragusában. Építését a minoriták kezdték el 1636-ban a városi nemesség támogatásával. Az építkezés lassan haladt, mivel a kiválasztott telek nehezen volt megközelíthető. A régi város déli részén épült fel, közel az egyik városkapuhoz, ami egyben mutatja, hogy a minoriták a szegények megsegítésével foglalkoztak. Az építkezéshez felhasználták az 1693-as földrengés során leomlott vár romjait is. A négyszintes épület az egyik legmagasabb az óvárosban. Hozzátartozott egy nagyobb kert is. Az épület a minoritákra jellemző visszafogott stílusban épült meg, kevés díszítőelemmel. A bejáratát népies motívumokkal díszített pilaszterek tartják, timpanonját egy pajzs díszíti amit két angyal szobra tart. Az épület érdekessége a kis kápolnája, amelyet 18. századi festmények díszítenek.